# Neobrachelia grandis
Neobrachelia grandis är en tvåvingeart som först beskrevs av Townsend 1940.  Neobrachelia grandis ingår i släktet Neobrachelia och familjen parasitflugor. Inga underarter finns listade i Catalogue of Life.